# Таранд, Индрек
Индрек Таранд (эст. Indrek Tarand; род. 3 февраля 1964, Таллин) — эстонский политический деятель, историк и телеведущий. В прошлом — депутат Европейского парламента (2009—2019). Несмотря на достаточно активную политическую деятельность, не принадлежит ни к одной из эстонских политических партий.

## Биография
Родился в семье известного политика Андреса Таранда, бывший премьер-министр, член Рийгикогу и депутат Европарламента, и радиожурналистки Мари Таранд. Младший брат — популярный в Эстонии журналист Каарел Таранд, бывший главный редактор газеты Sirp.
- В 1972—1983 годах — обучался в средней школе № 21 города Таллина
- В 1984—1985 годах служил в Советской армии.
- В 1991 году — окончил Тартуский университет по специальности «учитель истории».
- В 1992—1993 годах — окончил филиал Университета Хопкинса в Болонье, получив степень магистра[англ.].

## Политическая деятельность и карьера
Политическая деятельность Индрека Таранда началась в 1993 году, когда он был назначен представителем Правительства Эстонской Республики в Нарве, а также советником премьер-министра Марта Лаара. С 1994 по 2002 год был канцлером МИДа Эстонии. Ушёл из-за разногласий с новым министром иностранных дел Кристийной Оюланд.
После ухода из МИД, работал директором по персоналу в Eesti Pank, одновременно с этим занимаясь теле- и радиожурналистикой, а также печатаясь в СМИ.
В 2005 году назначен директором Эстонского военного музея имени Главнокомандующего эстонской армией генерала Йохана Лайдонера. В том же году обнаружилось, что из Министерства иностранных дел пропали важные государственные документы, 4 из которых находились в ведении Таранда. Однако, премьер-министр Эстонии Андрус Ансип заявил, что в пропавших документах не было ничего, что могло бы повредить имиджу государства. На дальнейшую карьеру Таранда скандал с пропажей документов влияния не оказал. Одновременно вёл передачи на TV3. Самая известная его телепередача — «Умнее, чем 5Б» на канале 2. В конце 2006 года он участвовал в телешоу Kanal 2 «Танцы со звёздами».
В 2007 году — советник по реформам при президенте Грузии.
На выборах в Европарламент 2009 года выступил как независимый кандидат. Получив 102 509 голоса (25,81 %) он прошёл в Европарламент, где примкнул к фракции «Зелёные — Европейский свободный альянс». 19 августа 2009 года Таранд подал заявление на имя министра обороны Эстонии Яака Аавиксоо об увольнении с поста директора музея, в связи с тем, что с 1 сентября 2009 года он начинает работу в качестве депутата Европарламента от Эстонской Республики. Министр заявление подписал и объявил Таранда с 2009 года членом правления музея.
В июне 2011 года, продолжая оставаться беспартийным, выдвинут кандидатом на президентские выборы от Центристской партии. 29 августа, получив 25 голосов депутатов Рийгикогу, проиграл действующему президенту Тоомасу Хендрику Ильвесу, поддержанного Партией реформ, Союзом Отечества и Res Publica и социал-демократами.
14 ноября 2012 года вместе с ещё 17 общественными деятелями Эстонии подписал «Хартию 12». В ней подписанты выразили желание, чтобы политика в Эстонии снова стала честной, выступив против монополизации пути к власти парламентскими партиями. Хартия вызвала общественный резонанс в Эстонии, так в её поддержку на сайте Petitsioon.ee подписалось около 17,5 тысяч человек (по данным на 23 ноября 2012 года). 21 ноября по инициативе президента Т. Х. Ильвеса состоялся «круглый стол» по преодолению кризиса доверия, в котором участвовали представители парламентских партий, гражданских объединений «Хартия 12» и «Хватит лживой политики!», а также учёных и экспертов.

## «Рубашечный скандал»
24 сентября 2005 года появился на футбольном матче между командами Эстонского телевидения и Эстонского радио в футболке с надписью «Коммуняк в печь!» (эст. Kommarid ahju!). Помимо этого, на футболке был напечатан перечень имён, в который входили тогдашний президент Эстонии Арнольд Рюйтель и премьер-министр Андрус Ансип. В результате скандала, получившего название «рубашечного», министр обороны Яак Йыэрюйт подал в отставку.

## Личная жизнь
В 1988 году Таранд женился на Кади (род. 1967) и в настоящее время у него трое детей: сыновья Юлиус (род. 1999) и Конрад (род. 2002) и дочь Хельми (род. 2006).

## Награды
- Орден Белой звезды III класса (6 февраля 2008 года)[13]